# Хеннике, Андре
Андре́ Хе́ннике (нем. André Hennicke; род. 21 сентября 1959, Йохангеоргенштадт, Карл-Маркс-Штадт) — немецкий актер.

## Биография
Родился в Йохангеоргенштадте, Саксония. Более известен по картинам «Бункер» (в роли бригадефюрера СС Вильгельма Монке), «Шпеер и Гитлер» (Рудольф Гесс), «Последние дни Софи Шолль» (Роланд Фрейслер). Снялся в более чем 80 фильмах. Его режиссёрская работа — фильм «C.I. Angel». Продюсер фильма «Достучаться до небес».
В 2002 году получил награду Немецкого телевидения (нем. Deutscher Fernsehpreis) за роль в фильме «Мёртвый человек». Также имеется приз FDGB. (1989)

## Фильмография
- Виктория (2015)
- Мизинец Будды / «Чапаев и Пустота» (Buddha's Little Finger, 2015) — Чапаев
- Чудеса (2014)
- Опасный метод (2011) — Эйген Блейлер
- Генрих IV (2010)
- Албанец (2009)
- Король-завоеватель (2009)
- Пандорум (2009)
- Эффи Брист (2009)
- Графиня (2009)
- Последний день (сериал) (2008)
- Будденброки (2008)
- Йерихов (2008)
- Чудо в Берлине (2008)
- Сокровища капитана Флинта (2007)
- Молодость без молодости (2007)
- В память обо мне (2007)
- Эдуарт (2006)
- Шесть недель страха (2006)
- Зимнее путешествие (2006)
- Свободная воля (2006)
- Шпеер и Гитлер (сериал) (2005) — Рудольф Гесс
- Антитела (2005)
- Гибель империи (сериал) (2005) — Ригерт
- Последние дни Софи Шолль (2005) — Роланд Фрейслер
- Бункер (2004) — Вильгельм Монке
- Старая обезьяна — страх (2003)
- Мёртвый человек (2001)
- Билет на катастрофу (2001)
- Побег из Гулага (2001)
- Непобедимый (2001)
- Холодное дыхание вечера (2000)
- Падающие скалы (2000)
- Береговая охрана (сериал) (1997—2010)
- Штокингер (сериал) (1996—1997)
- Спецотряд «Кобра 11» (сериал) (1996—2010)
- Закон Вольфа (сериал) (1992—2006)
- Между Панковом и Целендорфом (1991)
- Молодые люди в городе (1985)
- Одно дело на двоих (сериал) (1981—2010)
- Телефон полиции — 110 (сериал) (1971—2009)
- Место преступления (сериал) (1970—2010)